# Сказки матушки Гусыни

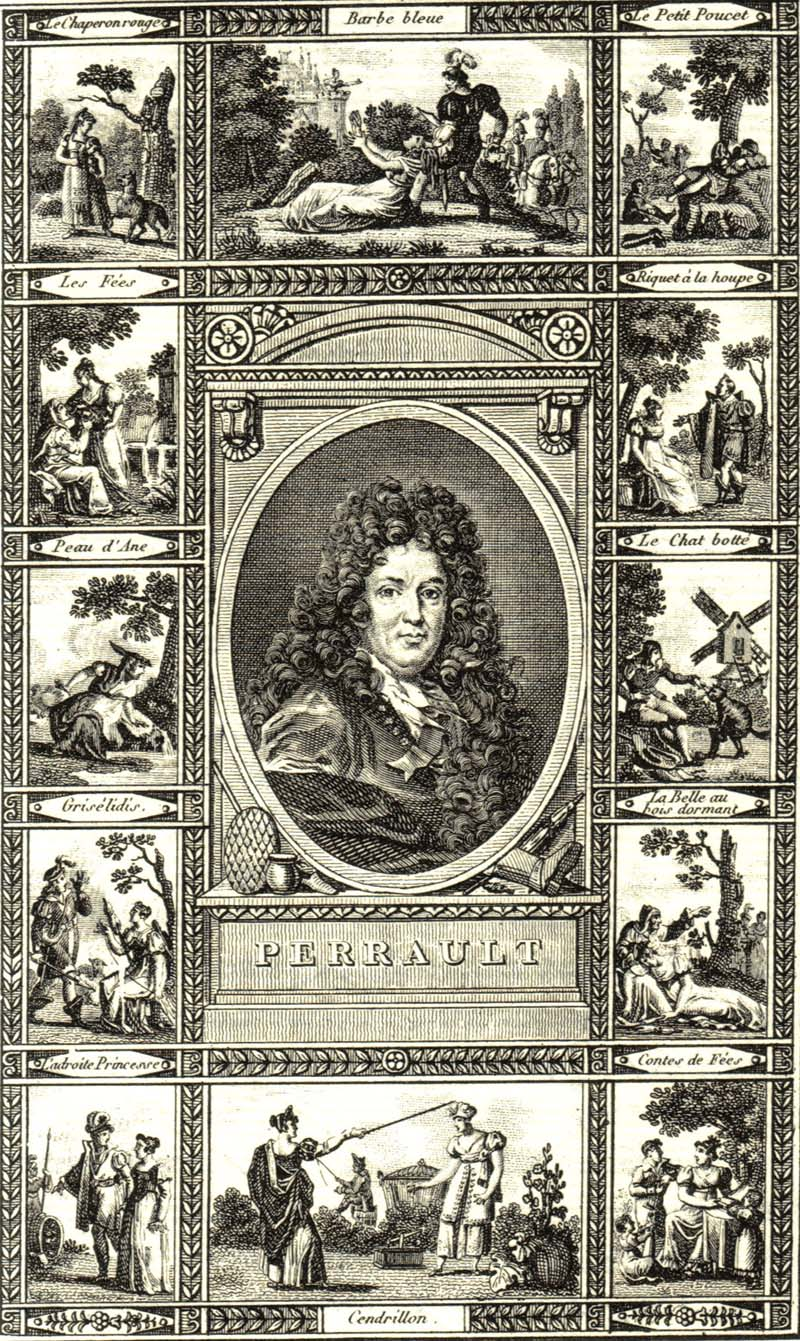
Раннее издание сказок с портретом автора

«Сказки матушки Гусыни» («Рассказы, или Сказки былых времён»; фр. Histoires ou contes du temps passé) — опубликованный в Париже в январе 1697 года под именем Пьера д’Арманкура сборник французских сказок, автором которых считается отец д’Арманкура — Шарль Перро. За исключением «Рике-хохолка», все сказки Шарля Перро представляют собой обработки народных сказок (в основном почерпнутые из «Пентамерона»). Позднее сборник публиковался под названием «Сказки моей матушки Гусыни» (Les Contes de ma mère l'Oye).

## Перечень сказок
В него входят восемь сказок, изложенных прозой:
- Золушка
- Кот в сапогах
- Красная Шапочка
- Мальчик-с-пальчик
- Подарки феи
- Рике-Хохолок
- Спящая красавица
- Синяя борода

Кроме того, в сборник вошли три стихотворных произведения, опубликованные Перро за несколько лет до издания книги, а именно — новелла «Гризельда» и две сказки, «Ослиная шкура» и «Потешные желания». В современные издания эти три сочинения, как правило, не включают. В то же время в русскоязычном сегменте Интернета Перро часто ошибочно приписывают современную адаптацию сказки братьев Гримм «Пряничный домик».

## Мода на сказки
Сборник имел оглушительный успех и породил среди французской аристократии моду на сказки. Свои обработки народных сюжетов и целые сборники опубликовали мадам д’Онуа, племянница Шарля Перро мадам Леритье и многие высокородные дамы. Наибольшую популярность получила сказка «Красавица и чудовище», созданная писательницами Лепренс де Бомон и Барбо де Вильнёв; во многих изданиях она печатается под одной обложкой со «Сказками матушки Гусыни».
По мотивам сказок Шарля Перро создано немало мультфильмов и музыкальных произведений, включая классические балеты.

## Переводы на русский язык
В конце XVIII века состоялось первое издание сказок Шарля Перро в России: в 1768 г. под названием «Сказки о волшебницах с нравоучениями» его выпустил переводчик Лев Воинов, без указания авторства. Хотя он посвятил свой труд семилетней Наталье Нарышкиной (1761—1819), дочери Л. А. Нарышкина, книга не предназначалась для детей. Специальное детское издание было выпущено в 1795 г, что прямо указывалось в названии книги — «Повести волшебныя съ нравоучениями, на Российскомъ и Французскомъ языкахъ, сочиненныя Господиномъ Перольтомъ для детей». Как видно, в этом издании уже было указано имя автора.
«Красная Шапочка» издавалась в России более 100 раз, причём в первые сто лет у неё был оригинальный конец (девочка и бабушка погибают), а в 1897 году концовка стала счастливой (перевод Е. Урсынович). Этот вариант сказки в XX веке доминировал. При русских изданиях из сказок исчезли стихотворные нравоучения и появились дополнения, не соответствующие оригинальному тексту.